# Teresa Marinowa
Teresa Marinowa (bulgarisch Тереза Маринова, engl. Transkription Tereza Marinova; * 5. September 1977 in Plewen) ist eine ehemalige bulgarische Dreispringerin.
1995 und 1996 gewann sie die Weltmeisterschaften in der Klasse der Junioren. Mit 14,62 m hält sie den Juniorenweltrekord im Dreisprung.
Bei den Europameisterschaften 1998 in Budapest gewann sie die Bronzemedaille hinter Olga Vasdeki (GRE) und Šárka Kašpárková (CZE). Der Wettkampf war äußerst spannend, am Ende lag sie mit einer Weite von 14,50 m lediglich fünf Zentimeter hinter der Siegerin.
Ihren größten Erfolg feierte sie bei den Olympischen Spielen 2000 in Sydney, als sie die Goldmedaille gewann, vor Tatjana Lebedewa (RUS) und Olena Howorowa (UKR).
Bei den Weltmeisterschaften 2001 in Edmonton gewann sie erneut eine Bronzemedaille, hinter Lebedewa und der Kamerunerin Françoise Mbango Etone (CAM).
Marinowa beendete 2008 ihre Karriere, nachdem sie sich verletzungsbedingt nicht für die Olympischen Spiele in Peking hatte qualifizieren können. Bei einer Körpergröße von 1,73 m betrug ihr Wettkampfgewicht 56 kg.